# Église Saint-Loup de Saint-Loup-Terrier
Pour les articles homonymes, voir Église Saint-Loup.
L'église Saint-Loup est une église rurale située à Saint-Loup-Terrier, dans le département des Ardennes, en France. C'est l'ancienne église de Saint-Loup-aux-Bois.

## Description
L'église n'a pas vraiment de clocher mais un clocheton. La nef à quatre travées est surmontée d'un plafond qui cache une ancienne voûte en bois, lambrissée, avec une charpente en arc brisé à aisseliers courbes. Une des clés retombante de cette charpente est bizarrement sculptée. 
Le chœur est à chevet plat.  Il est voûté sur croisée d'ogives, comme la chapelle dédiée à Saint-Loup, côté sud. Le portail est très sobre. La sacristie est ornée de boiserie. 
L'église dispose d'une cuve baptismale de style roman, en pierre de Givet, avec quatre têtes sculptées, masques léonins et palmes. L'autel et un bras-reliquaires sont du XVIIIe siècle. On peut remarquer également des restes de peintures murales et des pierres tumulaires de Alis du Planier (ou de Tairier) (1297), Marguerite de Villesavoie (1431), Claude des Ayvelles (1626), Anne de Wignacourt (1713),.

## Localisation
L'église est située dans le département français des Ardennes, sur la commune de Saint-Loup-Terrier, à une des extrémités nord du village, entourée d'un cimetière, sur une hauteur.

## Historique
La cuve baptismale et certaines pierres tumulaires témoignent de l'existence d'un édifice au XIIe siècle ou XIIIe siècle. La nef semble du premier âge gothique. L'église a été réédifiée au XVIIe siècle à la suite de la mort de Henri de Briquemault, petit-fils de François de Beauvais de Briquemault, détenteur de la seigneurie de Saint-Loup-aux-Bois, à l'interdiction et la suppression d'un prêche protestant mis en place par sa veuve venue habiter le château de Saint-Loup et au départ pour l'étranger de cette famille Bricquemault, de religion calviniste et alliée des d'Averhoult, (famille d'Averhoult). Il semble qu'elle ait été réédifiée sans clocher, que les codécimateurs ont tenté d'exiger des habitants la construction d'un clocher, sans succès. Le portail occidental et la sacristie à l'autre extrémité de l'église sont par contre de 1715. 
L'édifice est classé au titre des monuments historiques en 1984.